# Кира-Мария Асенина
Кира-Мария Асенина е българска царица, втора съпруга на цар Георги I Тертер.

## Произход
Дъщеря е на българския цар Мицо Асен и царица Мария Асенина. Сестра е на цар Иван Асен III. По майчина линия е внучка на цар Иван Асен II.
Точната година и мястото на раждането ѝ са неизвестни. Възможно е тя да е била родена в България, преди баща ѝ и майка ѝ да се установят във Византия след неуспеха на Мицо Асен да се наложи в гражданската война срещу Константин Тих. Известно е, че през 1263 г. след неблагоприятния й за Мицо Асен развой, за да спаси главата си, той разменя с Византия останалите под негова власт земи на юг от Балкана срещу владения в Мала Азия по река Скамандър, в близост до мястото на Древна Троя, тъй че е много вероятно Кира-Мария да е родена във Византия след бягството на Мицо Асен и съпругата му от България.

## Брак с Георги I Тертер. Царица на България
През 1277 г. умира цар Константин Тих Асен, убит в битка срещу войските на въстаническия вожд Ивайло, който на свой ред се възцарява в Търново и се жени за вдовицата му Мария Палеологина Кантакузина. За да се възползва от настъпилата в България криза, византийският император Михаил VIII Палеолог жени другата си дъщеря Ирина Палеологина за брата на Кира-Мария, Иван Асен III, и със значителна военна помощ го изпраща в България, за да заеме със сила българския престол. Междувременно Ивайло продължава да воюва с татарите от Златната орда под водачеството на Ногай, също женен за една от дъщерите на императора – Ефросина. Когато претендентът достига стените на столицата, законният цар се намира под обсада в крепостта Дръстър (днес - Силистра). Носи се слух, че е убит и това дава повод на враждебно настроените към него боляри да поставят на трона съперника му. През 1279 г. Иван Асен III влиза в Търново и е обявен за български цар. Скоро Ивайло се завръща, но не е допуснат в столицата и след като известно време продължава битките из страната, заминава за среща с Ногай, когото се надява да превърне в свой съюзник, но е убит от него. Въпреки че отначало се налага като владетел, положението на новия цар не е сигурно и той всъщност напуска Търново и България, още докато е жив Ивайло и като последица от разгрома на ромейските му съюзници в битката при Девина. Но преди това, в опит да сломи силата на болярската опозиция, Иван Асен III търси споразумение с нейния лидер Георги Тертер – друг претендент за българския престол. Царят му предлага титлата „деспот“ и ръката на сестра си Кира-Мария. Тертер не пропуска възможността за сключване на политическа сделка и да се покаже лоялен към Асеневците, обвързвайки се с техния византийски клон, известен като Асенини. Същевременно подобрява шансовете си да заеме трона. Георги Тертер обаче вече е женен за първата си съпруга Мария, от която има и син – Тодор Светослав. Политическите амбиции на болярина се оказват по-силни от семейната му привързаност. Георги Тертер се разделя с първата си съпруга, която е изпратена заедно със сина им в Константинопол като заложници. След това бракът между Кира-Мария и Георги Тертер е обявен официално. Георги Тертер е удостоен с титлата „деспот“, а Кира-Мария става негова „деспотица“ (деспина).
През 1280 г. обаче Иван Асен III бяга позорно от Търново, а търновските боляри обявяват Георги I Тертер за български цар. Кира-Мария става българска царица. Отношението към нея е изключително негативно. Личността ѝ продължава да се свързва с омразния Иван Асен III и грубата намеса на ромеите в българските вътрешни дела. Така в периода 1280 – 1283 г. търновският патриарх Йоаким III Български категорично отказва да признае брака на Кира-Мария и Георги I Тертер за законен и дори ги заплашва с отлъчване от Църквата, първата стъпка към което е забраната царската двойка да престъпва прага на църквата. Патриархът изразява широкото обществено недоволство от присъствието на Кира-Мария в Търново и се ползва със значителна подкрепа в двора. Санкционирал законово правата на Георги I Тертер върху българския престол, бракът му с Кира-Мария сега заплашва да го свали от него. Така Георги I Тертер е принуден да се вслуша в желанието на търновци и започва преговори с Константинопол за връщането на първата му съпруга и сина му в България. Стига се до споразумение те да се завърнат в Търново, срещу което Георги I Тертер изпраща втората си съпруга във Византия.

## Следващи години
За съдбата на Кира-Мария след изпращането ѝ в Константинопол не се знае нищо. Името ѝ обаче е споменато в Бориловия синодик.